# Valdemar Koch

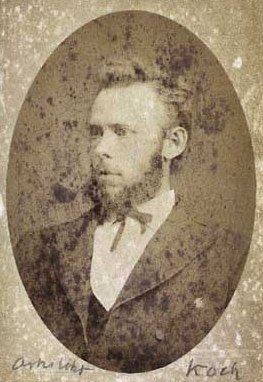
Valdemar Koch

Otto Valdemar Koch, född 20 oktober 1852, död 24 februari 1902, var en dansk arkitekt.
Koch framträdde både som utövande konstnär och som historiker genom undersökningar av äldre danska byggnadsverk. Tillsammans med Martin Nyrop och Hack Kampmann var Koch den mest betydande representanten för tegelarkitekturens renässans i Danmark. Bland Kochs verk märks Zionskyrkan (Sionskirken), Kristuskyrkan (Kristkirken) och Sankt Lukas kyrka (Sankt Lukas Kirke) i Köpenhamn och bland tryckta arbeten Kirkerne i nørre Salling Herred (1893).